# Торгпром
Торгпром (Российский торгово-промышленный и финансовый союз, 1920—1940 г.) — российская антисоветская политическая эмигрантская организация.
Основана в Париже в 1920 году. В 1940 году прекратила свое существование в связи с оккупацией Франции немецкими войсками.

## Состав
- Н. Х. Денисов (председатель, бывший директор Сибирского банка[3]),
- А. О. Гукасов,
- С. Г. Лианозов,
- Л. А. Манташев,
- Г. А. Нобель

и другие.
На личные средства Н. Х. Денисова были приглашены сотрудники с хорошими окладами. Для привлечения членов в Торгпром устраивались завтраки и обеды.
Неофициальным печатным органом была газета «Возрождение», которая издавалась с 1925 по 1940 год.
Торгпром включил в себя (на правах ассоциативных членов) все существовавшие в эмиграции объединения (кроме Англии, Франции и Германии, предпринимательские союзы были созданы в Чехословакии, Швейцарии и Югославии.

## Идеология
В политическом спектре русской эмиграции Торгпром занимал умеренно консервативные позиции.
На Торгово-промышленном съезде, который состоялся в 1921 году в Париже и продолжался шесть дней, были приняты резолюции, которые определяли будущий строй России как «правовое, демократическое государство», утверждение частной собственности и экономической свободы, выплаты компенсации утратившим свои земли владельцам.